# Голуби (Роменський район)
Голуби́ —  село в Україні, у Синівській сільській громаді Роменського району Сумської області. Населення становить 4 осіб. Колишній орган місцевого самоврядування — Саївська сільська рада.
Після ліквідації Липоводолинського району 19 липня 2020 року село увійшло до Роменського району.

## Географія
Село Голуби розташоване 1 км від села Товсте.
По селу тече струмок, що пересихає із загатою.
Поруч із селом пролягає газопровід Уренгой — Помари — Ужгород.

## Історія
- Село постраждало внаслідок геноциду українського народу, проведеного урядом СРСР 1923-1933 та 1946-1947 роках.